# Regard
Dardan Aliu, conocido profesionalmente como DJ Regard, es un DJ kosovar. Su sencillo "Ride It" de 2019 es un remix de la canción de Jay Sean de 2008, que se convirtió en una sensación viral en TikTok y desde entonces ha logrado el éxito internacional.

## Carrera
Aliu lanzó una versión house de la canción de Jay Sean "Ride It". La versión saltó a la fama después de recibir 4,1 millones de visitas en TikTok. DJ Regard firmó con Ministry of Sound y "Ride It" se lanzó en julio de 2019. El sencillo encabezó la lista de Spotify Viral en los EE. UU., y finalmente tuvo más de un millón de reproducciones en Spotify. A fines de agosto de 2019, la canción había sido transmitida más de 2.4 millones de veces en los EE. UU. E ingresó en la lista de canciones de Billboard "Hot Dance/Electronic Songs" en el número 21. El sencillo recibió mucha difusión en el Reino Unido, en BBC Radio One, BBC Asian Network, Kiss FM y Hits Radio. Finalmente alcanzó el número 1 en la lista de singles de Irlanda, número 2 en las listas de singles del Reino Unido, y número 3 en Australia. El Director de Asociaciones de Música de TikTok Europe destacó el éxito de Regard como un gran ejemplo de cómo TikTok puede apoyar a los artistas al proporcionar una plataforma para promocionar sus canciones a una audiencia global.
DJ Regard le dijo a "Headliner Magazine" que el remix de 'Ride It' se le ocurrió cuando estaba borracho: "Estaba muy borracho cuando regresé a mi departamento desde mi concierto, y estaba escuchando la canción de Jay Sean". ¡El sonido en mi cabeza del sistema de sonido en mi concierto creó la combinación perfecta! Cuando llegué a casa, comencé a desarrollar la idea básica para la remezcla de Ride It.
El 23 de abril de 2020, Regard lanzó el sencillo "Secrets" con la cantante y compositora británica Raye.

## Discografía

### Sencillos
| Sencillo                                                                   | Año  | Posiciones en listas | Posiciones en listas | Posiciones en listas | Posiciones en listas | Posiciones en listas | Posiciones en listas | Posiciones en listas | Posiciones en listas | Posiciones en listas | Posiciones en listas | Certificaciones | Álbum     |
| Sencillo                                                                   | Año  | AUS                  | AUT                  | BEL (FL)             | CAN                  | DIN                  | FRA                  | ITA                  | NZ                   | RU                   | EE.UU                | Certificaciones | Álbum     |
| -------------------------------------------------------------------------- | ---- | -------------------- | -------------------- | -------------------- | -------------------- | -------------------- | -------------------- | -------------------- | -------------------- | -------------------- | -------------------- | --- | --------- |
| "No One Like You"                                                          | 2016 | —                    | —                    | —                    | —                    | —                    | —                    | —                    | —                    | —                    | —                    | | Sin álbum |
| "Love Yourself"                                                            | 2018 | —                    | —                    | —                    | —                    | —                    | —                    | —                    | —                    | —                    | —                    | | Sin álbum |
| "You’re Mine"                                                              | 2018 | —                    | —                    | —                    | —                    | —                    | —                    | —                    | —                    | —                    | —                    | | Sin álbum |
| "Sun Goes Down"                                                            | 2018 | —                    | —                    | —                    | —                    | —                    | —                    | —                    | —                    | —                    | —                    | | Sin álbum |
| "Dream" (con Venta)                                                        | 2018 | —                    | —                    | —                    | —                    | —                    | —                    | —                    | —                    | —                    | —                    | | Sin álbum |
| "Break My Heart"                                                           | 2019 | —                    | —                    | —                    | —                    | —                    | —                    | —                    | —                    | —                    | —                    | | Sin álbum |
| "Time" (con DJ Marlon)                                                     | 2019 | —                    | —                    | —                    | —                    | —                    | —                    | —                    | —                    | —                    | —                    | | Sin álbum |
| "You Will Be My Queen"                                                     | 2019 | —                    | —                    | —                    | —                    | —                    | —                    | —                    | —                    | —                    | —                    | | Sin álbum |
| "Good Vibes"                                                               | 2019 | —                    | —                    | —                    | —                    | —                    | —                    | —                    | —                    | —                    | —                    | | Sin álbum |
| "Ride It"                                                                  | 2019 | 3                    | 5                    | 2                    | 29                   | 6                    | 13                   | 50                   | 8                    | 2                    | 62                   | - ARIA: 4× Platino - BEA: Platino - BPI: Platino - FIMI: Oro - IFPI DEN: Platino - MC: 2× Platino - RMNZ: Platino - SNEP: Diamante | Sin álbum |
| "Secrets" (con Raye)                                                       | 2020 | 33                   | —                    | 17                   | —                    | 21                   | 108                  | —                    | —                    | 7                    | —                    | | Sin álbum |
| "Say My Name" (con Dimitri Vegas & Like Mike)                              | 2020 | —                    | —                    | —                    | —                    | —                    | —                    | —                    | —                    | —                    | —                    | | Sin álbum |
| «You» (con Troye Sivan y Tate McRae)                                       | 2021 | 51                   | —                    | —                    | 57                   | —                    | —                    | —                    | —                    | 48                   | —                    | | Sin álbum |
| "—" denota una grabación que no figuró o no fue lanzada en ese territorio. |      |                      |                      |                      |                      |                      |                      |                      |                      |                      |                      | |           |

## Premios y nominaciones
| Año  | Premio             | Categoría                        | Obra nominada                                                        | Resultado | Referencia |
| ---- | ------------------ | -------------------------------- | -------------------------------------------------------------------- | --------- | ---------- |
| 2025 | Premios Lo Nuestro | Colaboración "crossover" del año | «To the beat» (con Dimitri Vegas & Like Mike, Natti Natasha y Sash!) | Nominados | [ 40 ]     |